# Lot (Fluss)
Der Lot [lɔt] (okzitanisch Òlt) ist ein Fluss im Südwesten Frankreichs, der in den Regionen Okzitanien und Nouvelle-Aquitaine verläuft.

## Geographie
Er entspringt am Mont Lozère im Zentralmassiv, im Gemeindegebiet von Mont Lozère et Goulet, entwässert generell in westlicher Richtung und mündet nach rund 485 Kilometern bei Aiguillon als rechter Nebenfluss in die Garonne. Der Fluss mäandriert stark in seinem Verlauf.
Auf seinem Weg durchquert oder berührt der Fluss folgende Départements und größere Orte:
In der Region Okzitanien
- Département Lozère: Mende, La Canourgue, Banassac
- Département Aveyron: Saint-Geniez-d’Olt, Sainte-Eulalie-d’Olt, Espalion, Estaing, Entraygues-sur-Truyère, Capdenac-Gare (hier bildet der Lot die Grenze zu Capdenac-le-Haut) im
- Département Lot: Cajarc, Saint-Cirq-Lapopie, Cahors, Luzech, Puy-l’Évêque,
- Unterhalb von Entraygues bildet der Lot auf einigen Kilometern die Grenze zwischen dem Département Aveyron und dem Département Cantal in der Region Auvergne-Rhône-Alpes.

In der Region Nouvelle-Aquitaine
- Département Lot-et-Garonne: Fumel, Penne-d’Agenais, Villeneuve-sur-Lot, Clairac, Castelmoron-sur-Lot, Aiguillon

Außerdem verläuft er an der südwestlichen Grenze des Regionalen Naturparks Aubrac und durchquert in seinem Unterlauf den Regionalen Naturpark Causses du Quercy.

## Nebenflüsse
(Reihenfolge in Fließrichtung)
| Linke Nebenflüsse: - Bramont - Dourdou de Conques - Limou - Riou Mort - Diège - Valses - Boudouyssou - Masse de Pujol - Bausse | Rechte Nebenflüsse: - Colagne - Doulou - Mardonenque - Merdanson - Mousseaux - Boralde de Saint-Chély-d’Aubrac - Boralde Flaujaguèse - Coussane - Truyère - Auze - Célé - Vers - Vert - Thèze - Lémance - Lède |

## Hydrologie
Das Einzugsgebiet beträgt 11.400 km². Die geführte Wassermenge ist sehr stark von den jahreszeitlichen Niederschlägen abhängig. Für den Pegel in Villeneuve-sur-Lot liegt eine Zeitreihe über 64 Jahre von 1937 bis 2000 vor. Die Messstelle erfasst mit 10.900 Quadratkilometern den größten Teil des Einzugsgebietes.
In Villeneuve liegt der mittlere jährliche Abfluss bei 151 m³/s, die monatlichen Mittelwerte liegen zwischen 32,5 m³/s im August und 289 m³/s im Februar. In besonders trockenen Jahren kann der Abfluss zeitweise (für maximal drei Tage) auf unter 10 m³/s fallen. Der höchste Abfluss im Messzeitraum lag bei 2450 m³/s am 4. Dezember 1976.
Bei Hochwasser kann der Wasserstand des Lot, vor allem am Oberlauf bis zur Mündung der Truyère, sehr schnell ansteigen – um ca. einen Meter pro Stunde – und dabei großen Schaden anrichten. Die höchsten Wasserstände der letzten 100 Jahre wurden am 4. März 1927 gemessen, dies war zugleich das größte Hochwasser seit 1783. Zuletzt ereignete sich im Dezember 2003 ein Hochwasser, das zu erheblichen Ausuferungen vor allem am Unterlauf führte.

## Schifffahrt

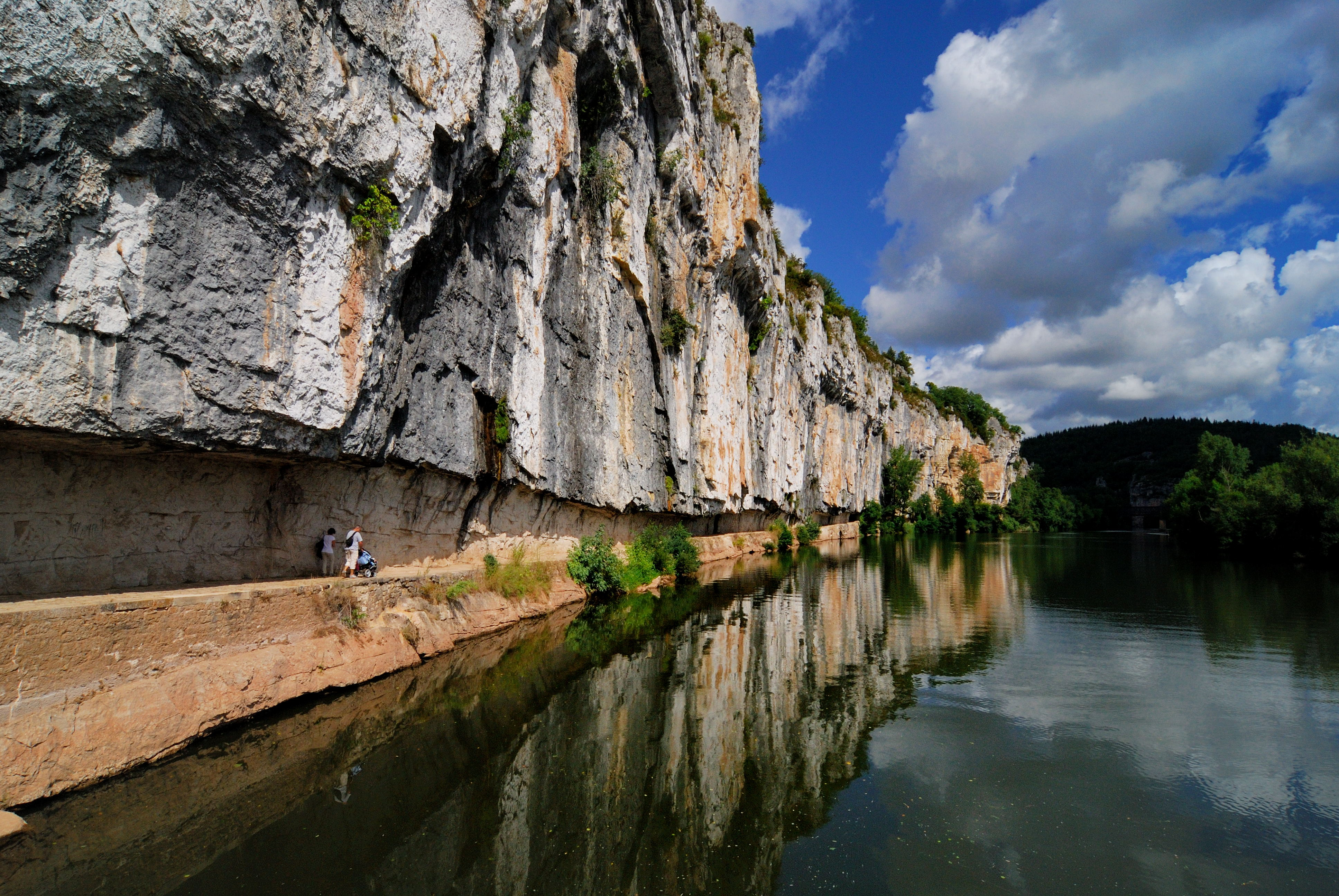
Treidelpfad bei Bouziès

Die ersten Stauwehre entlang des Lot entstanden im 16. Jahrhundert, um Mühlen anzutreiben. Ein Teil dieser Mühlen ist heute noch erhalten, zum Beispiel die Mühle von Coty in Cahors. Die Wehre waren mit einer Stauschleuse versehen, um talfahrende Schiffe oder Flöße mit der Strömung passieren zu lassen. Bergfahrende Schiffe mussten mit Schiffswinden über das Wehr gezogen werden.
Um 1670 ließ der königliche Finanzminister Jean Baptiste Colbert zwischen Cahors und Villeneuve 14 Kammerschleusen errichten. Die Schleusen besaßen noch keine Tore, sondern wurden an beiden Seiten mit Eichenbalken verschlossen. Eine alte Schleuse dieser Art hat sich noch in Luzech erhalten.
1821/22 ließ der Generaldirektor für das Straßen- und Brückenwesen Louis Becquey per Gesetz den Neu- und Ausbau zahlreicher Kanäle und Flüsse beschließen, um ganz Frankreich mit einem Netz von Wasserstraßen zu durchziehen. Darüber hinaus definierte er eine Mindestgröße von 30,40 Meter Länge, 5,20 Meter Breite und 1,20 Meter Tiefgang, die für alle Schleusen mindestens einzuhalten war. Zu den nach dieser Norm ausgebauten Flüssen zählte auch der Lot: In den 1840er Jahren entstanden 76 neue Schleusen, die den Fluss schließlich auf einer Länge von 297 Kilometern zwischen der Mündung bei Nicole und Moulin-d’Olt bei Decazeville schiffbar machten. Um die zahlreichen Mäander des Flusses zu verkürzen, entstanden drei Schiffstunnel in Capdenac, Montbrun und Cajarc. Die besonders enge Schleife von Luzech wurde durch einen kurzen Stichkanal durchquert. Entlang der gesamten schiffbaren Strecke verlief ein Treidelpfad, der heute nur teilweise erhalten ist. Besonders spektakulär ist ein Abschnitt zwischen Saint-Cirq-Lapopie und Bouziès, wo der Treidelpfad als offene Galerie in einer Felswand liegt.
Die Schifffahrt auf dem Lot diente nunmehr hauptsächlich dem Transport von Eisen und Kohle aus dem Industrierevier von Decazeville. Mit dem Bau der Eisenbahnstrecken von Monsempron-Libos nach Cahors (1869) und von Cahors nach Capdenac (1884) erwuchs der Lot-Schifffahrt allerdings schon bald eine deutliche Konkurrenz. Einen weiteren Rückschlag bedeutete der Niedergang des ehemals großen und angesehenen  Weinbaugebietes Cahors als Folge der Reblauskrise Ende des 19. Jahrhunderts, da mit dem Wein ein traditionelles Transportgut wegfiel. Mit dem Ersten Weltkrieg endete die Schifffahrt auf dem Lot. 1926 wurde der Lot per Regierungsdekret aus der Liste der schiffbaren Wasserstraßen gestrichen.
Da die Schleusen nicht mehr instand gehalten wurden, verfielen sie zum Teil, soweit sie nicht für den Bau von Wasserkraftwerken umgerüstet wurden. Erst 1990 begann die schrittweise Wiederherstellung für die Sport- und Freizeitschifffahrt. Mittlerweile sind vier Abschnitte des Lot befahrbar, die allerdings untereinander nicht verbunden sind.

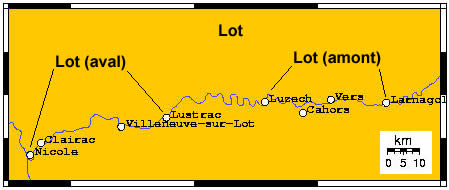
Schifffahrtsreviere am Lot

- Oberer Lot (Lot amont): Zwischen Luzech und Saint-Cirq-Lapopie im Département Lot ist ein Abschnitt von 65 Kilometer Länge mit 14 Schleusen seit 1990 schiffbar. Er wurde 2007 flussaufwärts bis Larnagol um drei Schleusen auf 74 Kilometer Länge erweitert. Auf diesem Abschnitt werden alle Schleusen bis auf eine mit der Hand bedient.
- Unterer Lot (Lot aval): Der Unterlauf im Département Lot-et-Garonne wurde 2001 zwischen Nicole und Villeneuve-sur-Lot eröffnet und inzwischen bis Saint-Vite verlängert. Der 72 Kilometer lange Abschnitt weist sechs automatische Schleusen auf, die zum Teil vollkommen neu erbaut wurden.
- Drei Schleusen in der Umgebung von Puy-l’Évêque wurden 2006 restauriert. Seit 2014 ist ein 44 Kilometer langer Abschnitt mit 11 Schleusen zwischen Soturac und Albas befahrbar.[5]
- Im Département Aveyron ist 2012 ein weiterer, 34 Kilometer langer Abschnitt zwischen Port d’Agrès und Bouillac in Betrieb gegangen.[6]

Die Verbindung der verschiedenen schiffbaren Abschnitte ist geplant. Ihr stehen allerdings erhebliche technische Probleme im Weg. Bei Fumel und Luzech müssen zwei große Staustufen überwunden werden, zudem wurde der ehemalige Stichkanal in Luzech 1946 verfüllt. Auch die drei ehemaligen Schiffstunnel werden heute als Zuleitungen zu Wasserkraftwerken genutzt.
Der Lot hatte von 2003 bis 2017 auch wieder eine schiffbare Verbindung mit den anderen Wasserstraßen Aquitaniens. Bei Nicole gelangte man in die Garonne, der man etwa 5 km stromaufwärts folgte und sie bei Saint-Léger wieder verließ, wo die Baïse einmündet. Auf diesem Weg erreichte man auch den Garonne-Seitenkanal (Canal latéral à la Garonne). Die Querung der Garonne war nur bei normalem Wasserstand möglich. Weil der Unterhalt zu aufwendig war, stellte das Département Lot-et-Garonne Ende 2017 den Betrieb der Verbindung ein.

## Wirtschaft und Tourismus
An seinen Ufern werden der Wein des Gebietes Cahors sowie Vins d’Entraygues et du Fel und am Unterlauf besonders Pflaumen angebaut.
Im Oberlauf östlich von Mende bietet der Lot teilweise schwieriges Wildwasser. Weiter flussabwärts entwickelt er sich zum Kanu-Wanderfluss.